# Grünreuth
Grünreuth ist ein Gemeindeteil der Gemeinde Hartenstein im Landkreis Nürnberger Land (Mittelfranken, Bayern). Die Gemarkung Grünreuth hat eine Fläche von 8,723 km². Sie ist in 1139 Flurstücke aufgeteilt, die eine durchschnittliche Flurstücksfläche von 7658,67 m² haben. In ihr liegen neben dem namensgebenden Ort die Gemeindeteile Großmeinfeld, Kleinmeinfeld und Loch.

## Lage
Das Dorf Grünreuth liegt etwa 1,8 Kilometer südöstlich von Hartenstein, westlich des Berges Hasenleite (555 m) und östlich des Zenkelberges (535 m). Der Ort hat etwa 45 Gebäude und ist von Feldern und Wäldern umgeben.

## Geschichte

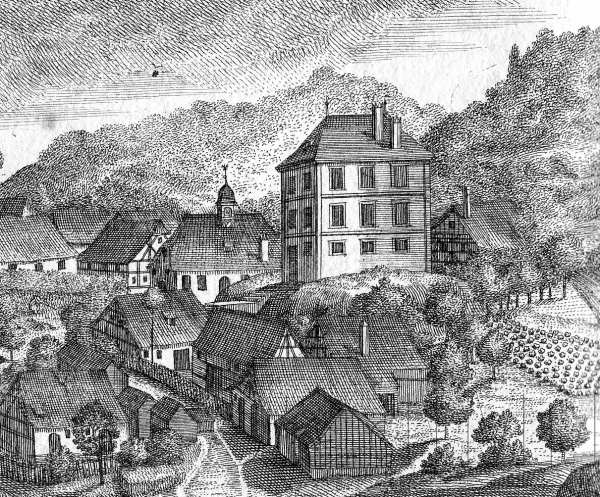
Grünreuther Herrensitz um 1722

Die Gründung Grünreuths geht auf die Zeit der hoch- und spätmittelalterlichen Rodungsperiode vom 11. bis zum 14. Jahrhundert zurück, was die Endung -reuth beweist. Der Ort gehörte zunächst zum baierischen Nordgau. Nach der Gründung des Bistums Bamberg 1007 durch König Heinrich II. kam das Gebiet 1011 zum Bistum Bamberg. Die Grafen von Sulzbach übten als Bamberger Hochstiftsvögte Grundherrschaft und Lehen aus, anschließend die Herren von Hartenstein, deren Stammvater Rupert I. von Neidstein war. Dieser wurde in den Jahren 1240 bis 1245 urkundlich erwähnt. Der Besitz der Hartensteiner kam um etwa 1325 an die Schenken von Reicheneck, drei Jahre später an die Wittelsbacher und 1448 haben die Parsberger Grünreuth an die Stör, später an das Amt Hartenstein verliehen. Im Dreißigjährigen Krieg ging Hartenstein an die Kurbayern. Ab 1700 waren die Ebner von Eschenbach Grundherren von Grünreuth. 1857 kam die Gemeinde Grünreuth zum Landgericht Auerbach, 1880 zum Bezirksamt Hersbruck. Das Grünreuther Schlösschen ist heute nur noch als Burgstall zu sehen.
1875 zählte der Ort 87 Einwohner. 1925 wohnten in Grünreuth 98 Einwohner in 17 Wohngebäuden. 1950 waren es noch 89 Einwohner in 16 Wohngebäuden. In den Folgejahren nahm die Einwohnerzahl weiter ab. 1961 waren es noch 84, 1972 nur noch 69 Einwohner. Bis zum 1. Januar 1972 war Grünreuth eine selbständige Gemeinde, bevor sie nach Hartenstein eingemeindet wurde. 2005 waren 62 Einwohner in Grünreuth gemeldet.

## Sehenswertes in der Natur
- Grünreuther Wand (Kletterfelsen)
- Fechtershöhle in Grünreuth
- Schlangenfichte von Großmeinfeld
- Höhle Windloch bei Großmeinfeld
- Petershöhle bei Hartenstein
- Bismarckgrotte bei Rinnenbrunn